# Suda (Fluss)
Die Suda (russisch Су́да) ist ein 184 Kilometer langer Zufluss des Rybinsker Stausees der Wolga im europäischen Teil Russlands.

## Verlauf
Die Suda entsteht in 162 m Höhe im westlichen Teil der Oblast Wologda, gut 100 Kilometer Luftlinie westlich der Stadt Belosersk aus den Quellflüssen Koloschma von rechts und Noschema von links. Die etwa 100 Kilometer lange, größere Koloschma entfließt dem See Matkosero an der Grenze zur Oblast Leningrad und wird teilweise der Suda als deren Oberlauf zugerechnet. Die Noschema ist 81 Kilometer lang. Auf ihrer gesamten Länge durchfließt die Suda in südöstlicher, zunehmend östlicher Richtung die ebene Mologa-Scheksna-Niederung, die von Hochmooren und Kiefernwäldern geprägt ist. Sie mündet schließlich bei der nach ihr benannten Siedlung Suda, etwa 20 Kilometer westlich der Großstadt Tscherepowez, in das nördliche Ende des Rybinsker Stausees der Wolga.
Oberhalb der Mündung erreicht die Suda eine Breite von knapp 100 Meter bei einer Tiefe von zwei Meter. Die Fließgeschwindigkeit beträgt dort 0,2 m/s. Der untere Abschnitt der Suda geht allmählich in den Staubereich des Sees über, sodass sich der frühere Flusslauf dort bis auf etwa zwei Kilometer verbreitert. Bis zur Flutung des Rybinsker Stausees in den 1940er-Jahren mündete die Suda etwa zehn Kilometer abwärts, wenig unterhalb von Tscherepowez, von rechts in die Scheksna (ungefähre Lage s. angegebene Koordinate der Mündung).
Die bedeutendsten Nebenflüsse sind Kolp (Länge 254 km), Woron und Petuch von rechts sowie Schogda und Andoga (142 km) von links.

## Hydrologie
Das Einzugsgebiet des Flusses umfasst 13.500 km².
Der mittlere jährliche Abfluss beträgt in Mündungsnähe 134 m³/s. Zwischen Ende Oktober und Anfang Dezember friert die Suda zu; während des Schneeschmelze im April bis Anfang Mai führt sie Hochwasser.

## Nutzung und Infrastruktur
Die Suda ist nur auf dem Unterlauf schiffbar. Früher wurde sie für die Holzflößerei genutzt.
Sie führt durch insgesamt nur dünn besiedeltes Gebiet. Das größte der Dörfer am Oberlauf ist Borissowo-Sudskoje, das von einer Straße aus dem Rajonverwaltungszentrum Babajewo erreicht wird. Am Mittellauf, der durch die Sumpfgebiete der Mologa-Scheksna-Niederung führt, gibt es nur wenige, kleinere Dörfer. Größte Ortschaft einige Kilometer abseits des Flusses ist die Siedlung städtischen Typs und Zentrum des gleichnamigen Rajons Kadui. Dort entstand in den 1970er-Jahren das Tscherepowezker Wärmekraftwerk, zu dessen Zwecken rechts (südlich) der Suda ein etwa 3 km² großer Kühlwassersee angelegt wurde, der vom Fluss gespeist und dessen Wasserstand durch einen Staudamm am Fluss reguliert wird.
In Mündungsnähe wird die Suda von der Eisenbahnstrecke (über 2 km Lange Damm-Brücken-Kombination) sowie der Fernstraße A114 überquert, die Sankt Petersburg und Wologda verbinden.
Die Suda ist auf Grund ihres ruhigen Laufes durch mit Ausnahme des Unterlaufes naturbelassener Landschaft bei relativ guter Erreichbarkeit ein beliebtes Kanuwanderrevier.